# ملافسينت
ملافسينت هي شخصية خيالية وشخصية شريرة في فيلم والت ديزني الأميرة النائمة عام 1959. وهي عبارة عن جنية شيطانية و تم ظهورها في قصة الجميلة النائمة